# Хирошима Сан Плаза
Хирошима Сан Плаза (јап. 広島サンプラザ) је вишенаменска дворана у Хирошими, Јапан. Дворана је саграђена током 1985. године када је и отворена. Број фиксних седећих места је 3.052, а у дворану се може поставити још 3.000 места.
У дворани се најчешће одржавају спортски догађаји и концерти. Сваког јануара у овој дворани се прославља Сеиџин шики. 
У новембру 2011. године у овој дворани су игране неке од утакмица светског купа у одбојци за жене.